# Pseudosedum
Pseudosedum là một chi thực vật có hoa trong họ Crassulaceae.